# Dendroligotrichum microdendron
Dendroligotrichum microdendron là một loài rêu trong họ Polytrichaceae. Loài này được (Müll. Hal.) G.L. Sm. mô tả khoa học đầu tiên năm 1969.